# 塔克灣
72°37′S 169°45′E / 72.617°S 169.750°E
塔克灣（英語：Tucker Inlet），是南極洲的海灣，位於維多利亞地的博克格雷溫克海岸，在1841年2月由英國探險家詹姆斯·克拉克·羅斯發現，現時由南極條約體系管理。